# ساندی لیک (واشینگتن)
ساندی لیک (به انگلیسی: Sunday Lake) یک منطقهٔ مسکونی در ایالات متحده آمریکا است که در شهرستان اسنوهومیش، واشینگتن واقع شده‌است. ساندی لیک ۴٫۶۵ کیلومتر مربع مساحت و ۶۴۰ نفر جمعیت دارد.